# 정우연 (뮤지컬 배우)
정우연(1992년 3월 20일 ~ )은 대한민국의 여자 뮤지컬 배우이다.

## 작품
- 연극 [제인]
- 차미
- 김종욱 찾기
- 무한동력
- 정의의 사람들

## 학력
- 중앙대학교